# Vestalaria smaragdina
Vestalaria smaragdina е вид водно конче от семейство Calopterygidae. Видът не е застрашен от изчезване.

## Разпространение
Разпространен е във Виетнам, Индия (Мегхалая и Трипура), Китай (Тибет), Лаос, Мианмар и Тайланд.